# Анюй (притока Колими)
Аню́й — річка на Далекому Сході в Нижньоколимському улусі Республіки Саха (Якутія) Росії. , права притока Колими, належить до її водного басейну.

## Географія
Утворюється злиттям річок Великий та Малий Анюй, що беруть початок на Анадирському плоскогір'ї. Довжина власне Анюя 8 км, площа басейну з врахуванням Великого і Малого Анюя 107 тисяч км². Середньорічна витрата води — 650 м³/с.
В басейні річки понад 7 тисяч озер загальною площею 705 км². Використовується для судноплавства, лісосплаву, водопостачання і рибальства.